# Nati nel 1955/Agosto
| Questa pagina contiene informazioni ricavate automaticamente dalle voci biografiche con l'ausilio del template Bio e di un bot. L'aggiornamento è periodico e automatico e ricostruisce completamente la pagina. Se manca una persona in questa lista, sei pregato di non aggiungerla, ma accertati piuttosto che la sua voce biografica contenga il template Bio e che i dati anagrafici siano correttamente compilati. Se il template Bio manca, inseriscilo tu stesso o, in alternativa, metti l'avviso {{tmp\|Bio}} che ne segnala la mancanza. Se i dati riportati sono sbagliati, correggi direttamente la voce biografica; le modifiche saranno visibili in questa lista entro pochi giorni. Per chiarimenti vedi il progetto biografie. La lista contiene solo le 237 persone che sono citate nell'enciclopedia e per le quali è stato implementato correttamente il template Bio. Pagina aggiornata al 10 lug 2025. |

- 1º agosto - Philippe Barroso, ex sciatore alpino francese
- 1º agosto - Yūko Shibukawa, ex cestista giapponese
- 2 agosto - Nelson Agresta, ex calciatore uruguaiano
- 2 agosto - Mirko Benevelli, allenatore di calcio e ex calciatore italiano
- 2 agosto - Nancy Boyda, politica statunitense
- 2 agosto - Caleb Carr, romanziere statunitense († 2024)
- 2 agosto - Anthony Crivello, attore e cantante statunitense
- 2 agosto - Tim Dunigan, attore statunitense
- 2 agosto - Steve Hayes, ex cestista e allenatore di pallacanestro statunitense
- 2 agosto - Nikolaj Latyš, allenatore di calcio e ex calciatore ucraino
- 2 agosto - Fəxrəddin Manafov, attore azero
- 2 agosto - Gail Neall, ex nuotatrice australiana
- 2 agosto - Phase 2, writer statunitense († 2019)
- 2 agosto - Muriel Robin, attrice e regista francese
- 2 agosto - Butch Vig, batterista e produttore discografico statunitense
- 3 agosto - Craig Blomberg, biblista statunitense
- 3 agosto - Pierantonio Bortot, calciatore italiano († 2013)
- 3 agosto - Corey Burton, doppiatore statunitense
- 3 agosto - Gordon Davies, ex calciatore gallese
- 3 agosto - Annad Obid, ex calciatore iracheno
- 3 agosto - Andrea Ronchi, politico italiano
- 3 agosto - Siegfried Selberherr, ingegnere austriaco
- 3 agosto - Wilson Washington, ex cestista statunitense
- 3 agosto - Renate Weber, politica e avvocatessa rumena
- 3 agosto - Beatrice Weder di Mauro, economista e imprenditrice svizzera
- 4 agosto - Andrew Allen, ex astronauta statunitense
- 4 agosto - Alberto Bassetti, drammaturgo e regista italiano
- 4 agosto - Bob Baumhower, ex giocatore di football americano statunitense
- 4 agosto - Lajos Dobány, ex calciatore ungherese
- 4 agosto - Charles Gemar, ex astronauta statunitense
- 4 agosto - Alberto Gonzales, politico statunitense
- 4 agosto - Franz Siegl, ex bobbista austriaco
- 4 agosto - Steingrímur Sigfússon, politico islandese
- 4 agosto - Lubna Olayan, imprenditrice e banchiere saudita
- 4 agosto - Billy Bob Thornton, attore, sceneggiatore e regista statunitense
- 4 agosto - Dagoberto Valdés Hernández, giornalista e attivista cubano
- 5 agosto - Catherine Malfois, ex cestista e allenatrice di pallacanestro francese
- 5 agosto - Eddie Ojeda, chitarrista statunitense
- 5 agosto - Dag Opjordsmoen, allenatore di calcio e ex calciatore norvegese
- 5 agosto - Dave Ottley, ex giavellottista britannico
- 6 agosto - Lars Adaktusson, giornalista e politico svedese
- 6 agosto - Mick Gatto, mafioso e ex pugile australiano
- 6 agosto - Betty Saavedra, ex cestista boliviana
- 6 agosto - Tom Sandberg, ex combinatista nordico norvegese
- 6 agosto - Timothy Williamson, filosofo inglese
- 7 agosto - Dez Dickerson, chitarrista e produttore discografico statunitense
- 7 agosto - Celso Guity, calciatore honduregno († 2021)
- 7 agosto - Wayne Knight, attore statunitense
- 7 agosto - Roberto Nobili, medico italiano († 2000)
- 7 agosto - John Rudd, ex cestista statunitense
- 7 agosto - Sandro Satta, sassofonista italiano
- 7 agosto - Donatella Scarnati, giornalista e conduttrice televisiva italiana
- 7 agosto - Vladimir Georgievič Sorokin, scrittore, drammaturgo e pittore russo
- 7 agosto - Bubba Wilson, ex cestista statunitense
- 8 agosto - Marco Bernardi, regista e direttore teatrale italiano
- 8 agosto - Tony DiLeo, ex cestista, allenatore di pallacanestro e dirigente sportivo statunitense
- 8 agosto - Mark Harris, tastierista, arrangiatore e compositore statunitense
- 8 agosto - Dominique Meyer, economista e direttore teatrale francese
- 8 agosto - Leonardo Muraro, politico italiano
- 8 agosto - Barbara Petzold, ex fondista tedesca
- 8 agosto - Herbert Prohaska, ex calciatore e allenatore di calcio austriaco
- 8 agosto - Branscombe Richmond, attore e stuntman statunitense
- 8 agosto - Jiří Tabák, ex ginnasta cecoslovacco
- 8 agosto - Renzo Vecchiato, ex cestista e dirigente sportivo italiano
- 9 agosto - Balbino García, ex calciatore spagnolo
- 9 agosto - Udo Beyer, ex pesista tedesco
- 9 agosto - Chris Dangerfield, allenatore di calcio e ex calciatore inglese
- 9 agosto - Mathieu Lindon, scrittore e giornalista francese
- 9 agosto - Steve Mann, chitarrista, tastierista e cantante inglese
- 9 agosto - Charlie Morgan, batterista e percussionista britannico
- 9 agosto - Maud Olofsson, politica svedese
- 9 agosto - Lana Spreeman, sciatrice alpina canadese († 2016)
- 9 agosto - John E. Sweeney, politico statunitense
- 9 agosto - Doug Williams, ex giocatore di football americano e allenatore di football americano statunitense
- 9 agosto - Giuseppe Zandonà, ex calciatore italiano
- 9 agosto - Ryszard Świerad, lottatore polacco († 2011)
- 10 agosto - Özalp Babaoğlu, informatico turco
- 10 agosto - Eddie Campbell, fumettista e disegnatore scozzese
- 10 agosto - Dīmītrios Koutsoumpas, politico greco
- 10 agosto - Domenico Manzione, magistrato e politico italiano
- 10 agosto - Gustavo Moscoso, ex calciatore cileno
- 10 agosto - Manfred Scheuer, vescovo cattolico austriaco
- 11 agosto - Alejandrino Arce, ex calciatore paraguaiano
- 11 agosto - Rosa Maria Di Giorgi, politica italiana
- 11 agosto - Vladimír Fekete, vescovo cattolico slovacco
- 11 agosto - Billy Long, politico statunitense
- 11 agosto - Leonid Michel'son, imprenditore russo
- 12 agosto - Doris Lo Moro, magistrata e politica italiana
- 12 agosto - Ann M. Martin, scrittrice statunitense
- 12 agosto - Dominique Nguyễn Văn Mạnh, vescovo cattolico vietnamita
- 12 agosto - Carsten Nielsen, ex calciatore danese
- 12 agosto - Dietmar Schauerhammer, ex bobbista, ex multiplista e pentatleta tedesco
- 12 agosto - Heintje, cantante e attore olandese
- 12 agosto - Terry Taylor, ex wrestler statunitense
- 13 agosto - Robert Deyber, pittore statunitense († 2021)
- 13 agosto - Hal Foster, critico d'arte statunitense
- 13 agosto - Paul Greengrass, regista, sceneggiatore e produttore cinematografico britannico
- 13 agosto - Jukka Kalso, ex saltatore con gli sci finlandese
- 13 agosto - Marcelino Pérez, ex calciatore spagnolo
- 13 agosto - Mulgrew Miller, pianista e compositore statunitense († 2013)
- 14 agosto - Susanna Camusso, politica e sindacalista italiana
- 14 agosto - Antonello Grimaldi, regista, attore e sceneggiatore italiano
- 14 agosto - Marcia Morey, politica e ex nuotatrice statunitense
- 14 agosto - Steve Mormando, ex schermidore statunitense
- 14 agosto - Loredana Piazza, showgirl e ex modella italiana
- 14 agosto - Gerard Plunkett, attore e doppiatore irlandese
- 14 agosto - Güler Sabancı, imprenditrice e dirigente d'azienda turca
- 14 agosto - Roberto Sorrentino, allenatore di calcio e ex calciatore italiano
- 14 agosto - Edward Trevelyan, ex velista statunitense
- 15 agosto - Kenny Carr, ex cestista statunitense
- 15 agosto - Igles Corelli, cuoco e personaggio televisivo italiano
- 15 agosto - Piero Delbosco, vescovo cattolico italiano
- 15 agosto - Paul Durkin, ex arbitro di calcio inglese
- 15 agosto - Asım Can Gündüz, chitarrista turco († 2016)
- 15 agosto - Doug Hughes, regista teatrale statunitense
- 15 agosto - Ali Laarayedh, politico tunisino
- 15 agosto - Larry Mathews, attore statunitense
- 15 agosto - Franco Nembrini, insegnante, saggista e pedagogista italiano
- 15 agosto - Anne Pohtamo, modella finlandese
- 15 agosto - Uli Spieß, ex sciatore alpino austriaco
- 16 agosto - Paolo Avezzù, politico italiano
- 16 agosto - Mario Beccia, dirigente sportivo e ex ciclista su strada italiano
- 16 agosto - Alain Navillod, ex sciatore alpino francese
- 16 agosto - Jeff Perry, attore statunitense
- 16 agosto - Jostein Wilmann, ex ciclista su strada e dirigente sportivo norvegese
- 17 agosto - Trevor Allan, ex tennista e allenatore di tennis australiano
- 17 agosto - Gudrun Beckmann, ex nuotatrice tedesca occidentale
- 17 agosto - Mauro Di Domenico, chitarrista, compositore e arrangiatore italiano
- 17 agosto - Egidio Eronico, regista italiano
- 17 agosto - Richard Hilton, manager statunitense
- 17 agosto - Ferdia Mac Anna, scrittore, regista e cantante irlandese
- 17 agosto - Colin Moulding, bassista e cantante britannico
- 18 agosto - Karl Del'Haye, ex calciatore tedesco occidentale
- 18 agosto - Bob Elliott, ex cestista statunitense
- 18 agosto - Edgard Leblanc Fils, politico haitiano
- 18 agosto - André Flahaut, politico belga
- 18 agosto - Mauro Mazza, giornalista e scrittore italiano
- 18 agosto - Gerard Nijboer, ex maratoneta olandese
- 18 agosto - Joomart Otorbaev, politico kirghiso
- 18 agosto - Roland Rahm, ex cestista svedese
- 18 agosto - Omar Sahnoun, calciatore francese († 1980)
- 18 agosto - Stefano Tamburini, grafico, fumettista e musicista italiano († 1986)
- 18 agosto - Patrick Zachmann, fotografo, fotoreporter e regista francese
- 19 agosto - Peter Gallagher, attore statunitense
- 19 agosto - Apisai Ielemia, politico tuvaluano († 2018)
- 19 agosto - Cindy Nelson, ex sciatrice alpina statunitense
- 19 agosto - Maurizio Pagnussat, regista televisivo italiano
- 19 agosto - Ibrahim Sidrak, patriarca cattolico egiziano
- 19 agosto - Đorđe Vujkov, ex calciatore serbo
- 20 agosto - Jay Acovone, attore statunitense
- 20 agosto - Bobby Álvarez, ex cestista portoricano
- 20 agosto - Agnes Chan, cantante, attrice e scrittrice cinese
- 20 agosto - Claire Devers, regista e sceneggiatrice francese
- 20 agosto - Edmund Overend, ex mountain biker statunitense
- 20 agosto - Giangiacomo Schiavi, giornalista e scrittore italiano
- 20 agosto - Luis Alberto Urrea, scrittore statunitense
- 21 agosto - Jane Bidstrup, giocatrice di curling danese
- 21 agosto - Gordana Gadžić, attrice serba
- 21 agosto - Ángel Guevara, arbitro di calcio ecuadoriano († 2011)
- 21 agosto - Anne Louise Lambert, attrice australiana
- 21 agosto - Gian Battista Maffi, presbitero e missionario italiano († 2010)
- 21 agosto - Sergej Sel'janov, regista sovietico
- 21 agosto - Shaun Tomson, surfista sudafricano
- 21 agosto - Benoît-Dominique de La Soujeole, presbitero e teologo francese
- 22 agosto - Chiranjeevi, attore e politico indiano
- 22 agosto - Julie Gerberding, politica e medico statunitense
- 22 agosto - Ann Kiyomura, ex tennista statunitense
- 22 agosto - Carrie Meyer, ex tennista statunitense
- 22 agosto - Paolo Siani, medico e politico italiano
- 23 agosto - Reuven Amitai, orientalista statunitense
- 23 agosto - Ibrahim Aoudou, calciatore camerunese († 2022)
- 23 agosto - Brian Attley, ex calciatore gallese
- 23 agosto - Rodolfo Bergamo, ex altista italiano
- 23 agosto - Sean Byrne, calciatore irlandese († 2003)
- 23 agosto - Antonio Contiero, scrittore, poeta e fotografo italiano
- 23 agosto - Angelo Izzo, criminale italiano
- 23 agosto - Massimo Mancini, ex calciatore italiano
- 24 agosto - Geminello Alvi, economista e scrittore italiano
- 24 agosto - Giovanni Di Pillo, giornalista e telecronista sportivo italiano († 2022)
- 24 agosto - Mike Huckabee, politico statunitense
- 24 agosto - Roberto Renzi, dirigente sportivo e ex calciatore italiano
- 24 agosto - Johan Van Overtveldt, politico, giornalista e editore belga
- 25 agosto - Earl Bell, ex astista e allenatore di atletica leggera statunitense
- 25 agosto - John McGeoch, chitarrista britannico († 2004)
- 26 agosto - Francesco Dal Bosco, regista, sceneggiatore e produttore cinematografico italiano († 2019)
- 26 agosto - Lucia Fronza Crepaz, politica italiana
- 26 agosto - Randy Holloway, ex giocatore di football americano statunitense
- 26 agosto - Penny Johnson, ex tennista statunitense
- 27 agosto - Renaud Barbaras, filosofo francese
- 27 agosto - Gary Barden, cantante e compositore britannico
- 27 agosto - Arne Dokken, allenatore di calcio, dirigente sportivo e ex calciatore norvegese
- 27 agosto - Emilio Doveri, allenatore di calcio e ex calciatore italiano
- 27 agosto - Steff Fontaine, cantante, polistrumentista e compositore statunitense
- 27 agosto - Laura Fygi, cantante olandese
- 27 agosto - Nichola McAuliffe, attrice, cantante e scrittrice britannica
- 27 agosto - Silvana Parisi, ex calciatrice italiana
- 27 agosto - Filippo Patroni Griffi, giurista italiano
- 27 agosto - Hebert Revetria, ex calciatore uruguaiano
- 27 agosto - Robert Richardson, direttore della fotografia statunitense
- 27 agosto - Sandra de Sá, cantante e compositrice brasiliana
- 27 agosto - Diana Scarwid, attrice statunitense
- 28 agosto - Sergej Chlebnikov, pattinatore di velocità su ghiaccio sovietico († 1999)
- 28 agosto - Agostino Da Polenza, alpinista italiano
- 28 agosto - Gaetano Liguori, attore, produttore teatrale e regista italiano
- 28 agosto - Michele Tatulli, poliziotto italiano († 1980)
- 28 agosto - Tine Van Rompuy, infermiera, sindacalista e politica belga
- 28 agosto - Hilde Van Boxelaer, ex cestista belga
- 29 agosto - Bernarda Fink, mezzosoprano argentina
- 29 agosto - Diamanda Galás, musicista, cantante e pianista statunitense
- 29 agosto - Frank Hoste, ex ciclista su strada e dirigente sportivo belga
- 29 agosto - Jacob Lew, avvocato statunitense
- 29 agosto - Piero Panciarelli, brigatista italiano († 1980)
- 29 agosto - Silke Pielen, ex nuotatrice tedesca occidentale
- 29 agosto - Marie-Anne Rommel, ex cestista belga
- 29 agosto - Newton Thomas Sigel, direttore della fotografia e regista statunitense
- 30 agosto - Didier Fassin, antropologo e sociologo francese
- 30 agosto - Uwe Fellensiek, attore tedesco
- 30 agosto - Don Gardner, ex calciatore giamaicano
- 30 agosto - Glen Gondrezick, cestista statunitense († 2009)
- 30 agosto - Butch Johnson, arciere statunitense († 2024)
- 30 agosto - Hugo Lacava Schell, ex calciatore uruguaiano
- 30 agosto - Juan Lozano, ex calciatore spagnolo
- 30 agosto - Jamie Moses, cantante e chitarrista britannico
- 30 agosto - Marina Perzy, showgirl, attrice e conduttrice televisiva italiana
- 30 agosto - Marvin Powell, giocatore di football americano statunitense († 2022)
- 30 agosto - Robert Reid, cestista e allenatore di pallacanestro statunitense († 2024)
- 30 agosto - Dora Romano, attrice italiana
- 30 agosto - Helge Schneider, comico, cantante e attore tedesco
- 30 agosto - Dominique Visse, controtenore francese
- 30 agosto - Ernesto Vitolo, compositore e polistrumentista italiano
- 31 agosto - Paul Arthur, archeologo inglese
- 31 agosto - Maurizio Gaiardi, allenatore di calcio e ex calciatore italiano
- 31 agosto - Victoria Jackson, imprenditrice, filantropa e scrittrice statunitense
- 31 agosto - Sead Lipovača, cantante bosniaco
- 31 agosto - Edwin Moses, ex ostacolista statunitense
- 31 agosto - Gary Webb, giornalista statunitense († 2004)
- 31 agosto - Ben Wijnstekers, ex calciatore olandese